# Петров Валерій Павлович
Валерій Павлович Петров (2 березня 1955, Севастополь — 8 березня 2022) — радянський футболіст (нападник), український футбольний тренер. Майстер спорту СРСР.

## Біографія
Виступав за команди «Атлантика» (Севастополь) і «Таврія» (Сімферополь).
Тренував команди «Океан» (Керч), «Чайка» (Севастополь), «Кристал» (Херсон), ПФК «Севастополь», «Титан» (Армянськ), «Таврія» (Сімферополь). З липня 2006 року очолював молодіжний склад «Таврії».
У грудні 2008 року призначений спортивним директором СК «Таврія».
Помер 8 березня 2022 року.